# Frontière entre l'Estonie et la Russie
La frontière entre l'Estonie et la Russie est la frontière séparant l'Estonie et la Russie. C'est aussi l'une des frontières extérieures de l'espace Schengen.
La frontière fait 294 kilomètres de long. Elle a été délimitée en 1918 une fois que l'Estonie a déclaré son indépendance par rapport à la Russie. La frontière longe principalement les démarcations nationales, administratives et ethniques qui se sont progressivement formées depuis le XIIIe siècle. L'emplacement exact de la frontière a fait l'objet d'un différend estonien-russe qui a été résolu par la signature d'un Accord frontalier, mais ni la Russie ni l'Estonie n'ont encore achevé sa ratification.
Cette frontière comporte une enclave d'environ 1 km2 Botte de Saatse de territoire russe à l'intérieur de l'Estonie.

## Histoire
À la suite de la dislocation de l'URSS, l'accord de délimitation a été trouvé dès 1996.
Devant l'afflux de véhicules aux trois postes de Narva / Ivangorod, Koidula / Petchory et Koorla (Luhamaa) / Kachino, qui entraîne des queues de plusieurs jours, un système de réservation électronique de l'heure de passage a été mis en place à l'été 2011 (estonianborder.eu).
En août 2015, l'Estonie annonce la construction, qui devrait commencer en 2018, d'une clôture haute de 2,50 mètres sur une grande partie de sa frontière avec la Russie, soit environ 110 kilomètres.
En 2024, dans le contexte de l'invasion de l'Ukraine par la Russie, l'Estonie conclut un accord avec les autres pays baltes pour la construction d'une ligne de défense le long de leurs frontières avec la Russie, face à la menace que cette dernière représente. Il est prévu notamment la construction de plus d'un millier de bunkers,.